# Aschersleben
Aschersleben é uma cidade da Alemanha, situada no distrito de Salzlandkreis do estado de Saxônia-Anhalt. Aschersleben é a sede da associação municipal de Aschersleben/Land.